# Gankyil

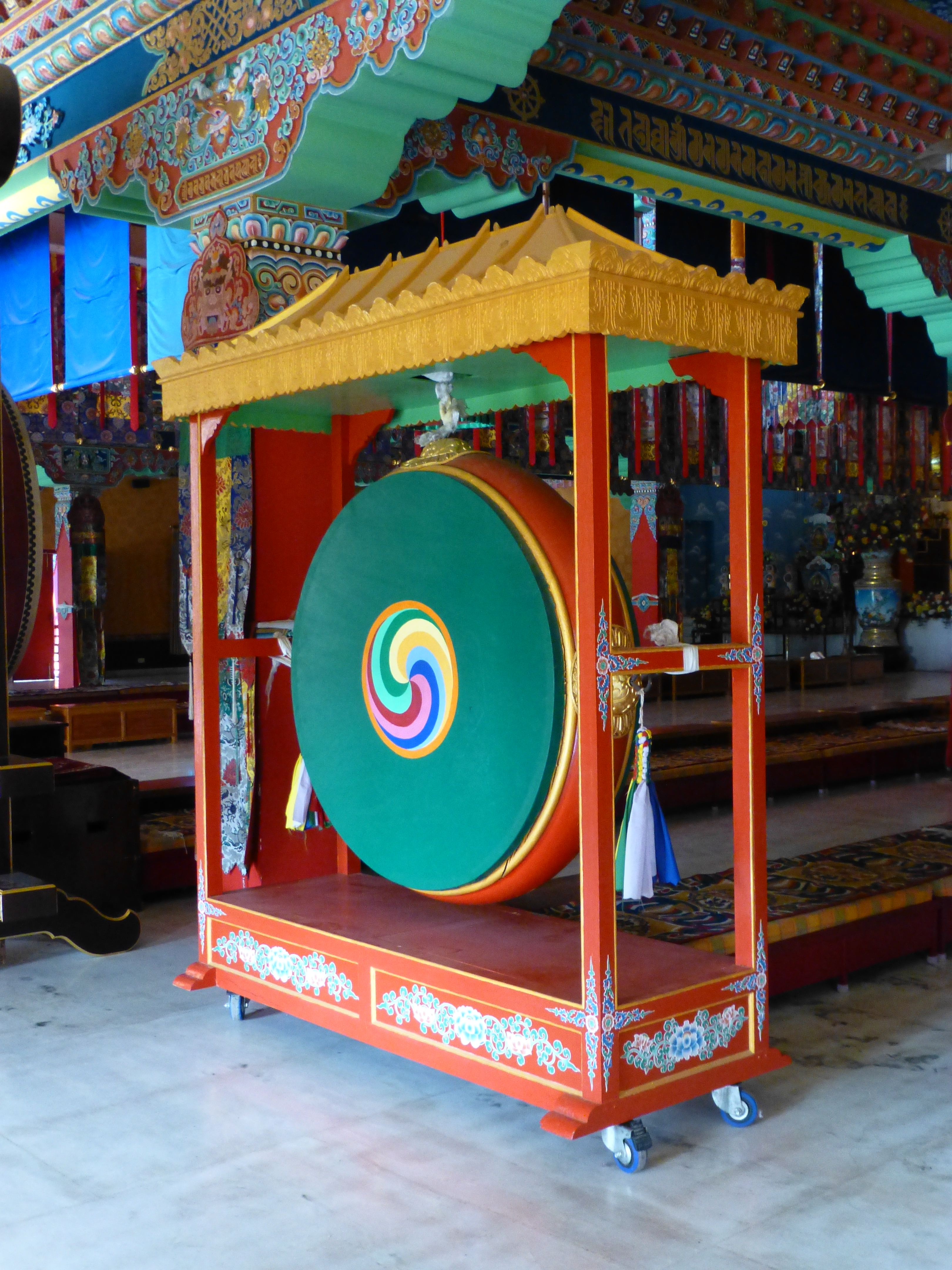
Tambor tibetano con un Gankyil de cuatro colores

La bandera de Sikkim incluye un gankyil trino.

El Gankyil ( en tibetano: དགའ་འཁྱིལ། Lhasa IPA: [/kã˥ kʲʰiː˥/]) o "rueda de la alegría" (sánscrito: ānanda-cakra) es un símbolo y una herramienta ritual utilizada en el budismo tibetano y el budismo de Asia oriental. Se compone de tres (a veces dos o cuatro) aspas giratorias e interconectadas. La dirección de giro tradicional es en el sentido de las agujas del reloj (giro a la derecha), pero también son comunes los sentidos contrarios a las agujas del reloj.

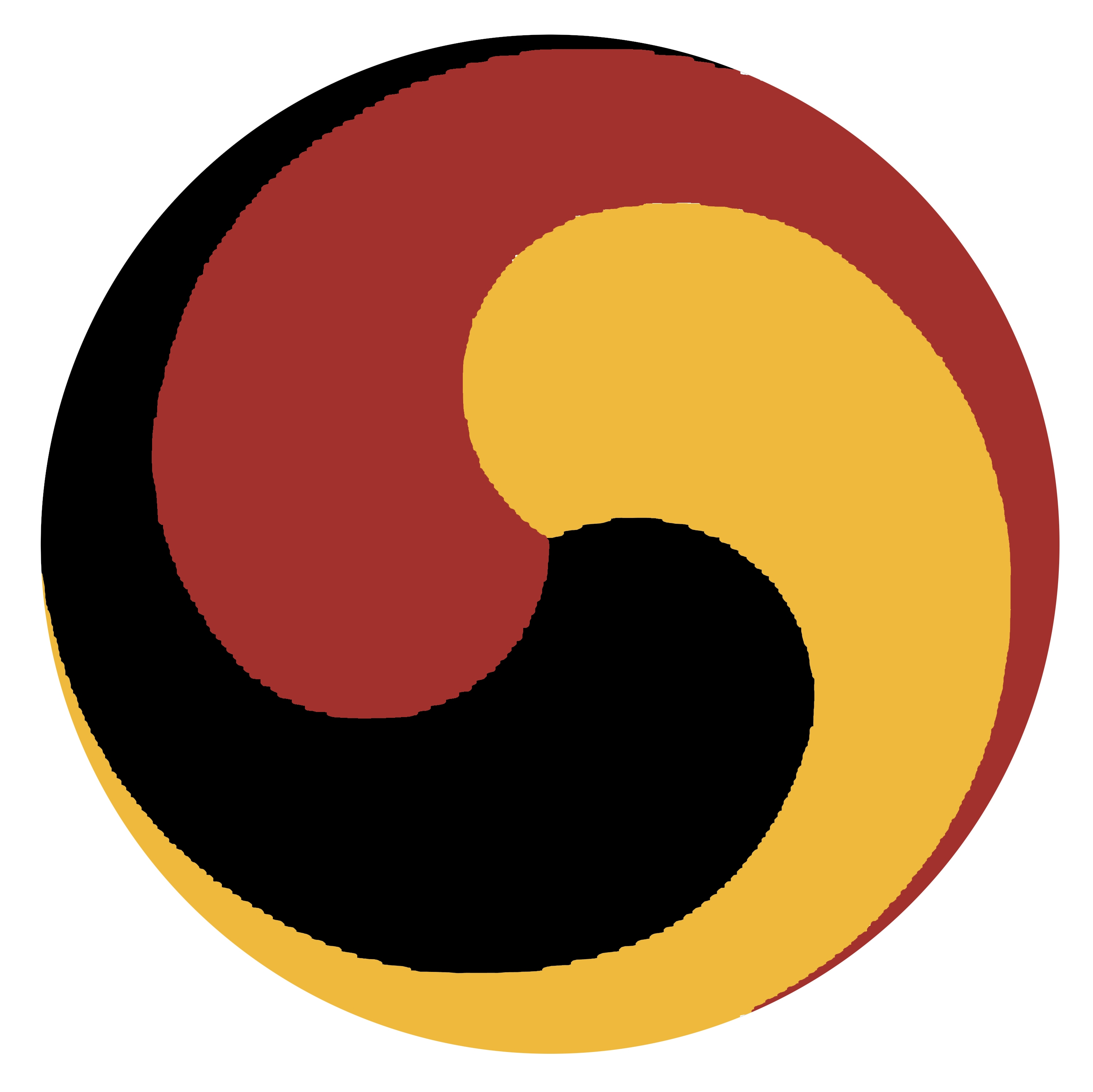
Símbolo del Gankyil

Símbolo Gankyil Unicode (U+0FCB) como se muestra en la fuente Jomolhari.

El gankyil como rueda interior del dharmachakra se representa en la bandera de Sikkim, la Dinastía Joseon, la bandera del Tíbet y el emblema del Tíbet.

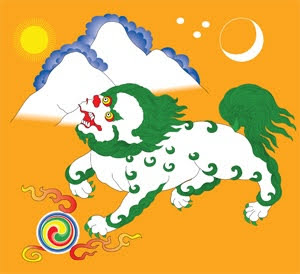
Bandera tibetana derivada de la bandera del ejército del, utilizada oficialmente en 1920-1925.

## Tríadas asociadas

### Tierra, camino y fruto
- "suelo", "base" ( en tibetano: གཞི།, wylie: gzhi)
- "camino", "método" (tibetano: ལམ།, Wylie: lam)
- "fruta", "producto" (tibetano: འབྲས།, Wylie: 'bras)

### Tres humores de la medicina tradicional tibetana
Atributos relacionados con los tres humores (sánscrito: tridoshas, tibetano: nyi pa gsum ):
- Deseo (tibetano: འདོད་ཆགས། 'dod chags ) está alineado con el humor Viento ( sánscrito: vata - "constitución de aire y éter")
- Odio (tibetano: ཞེ་སྡང་། zhe sdang) está alineado con el humor Bile (Tripa, tibetano: མཁྲིས་པ། mkhris pa, sánscrito: pitta - "constitución de fuego y agua")
- Ignorancia (tibetano: གཏི་མུག gti mug) está alineada con el humor Flema (beken tibetano: བད་ཀན།bad kan, sánscrito: kapha - "constitución de la tierra y el agua").

### Estudio, reflexión y meditación
- Estudiar ( tibetano : ཐོས་པ། thos + pa )
- Reflexión ( tibetano : བསམ་པ། sam + pa )
- Meditación ( tibetano : སྒོམ་པ། sgom pa )

Estos tres aspectos son el mūla prajñā del sādhanā del prajñāpāramitā, el "pāramitā de la sabiduría". Por lo tanto, estos tres están relacionados con, pero distintos de, el Prajñāpāramitā que denota un ciclo particular de discurso en la literatura budista que se relaciona con el campo doctrinal ( kṣetra ) del segundo giro del dharmacakra.

### Dharmas del camino
Las enseñanzas Dzogchen se centran en tres términos:
- Visión (tibetano: ལྟ་བ། lta-ba ),
- Meditación (tibetano: སྒོམ་པ། sgom pa ),
- Acción (tibetano: སྤྱོད་པ། spyod-pa ).

### Doctrina Triratna
El Triratna, la Triple Joya o las Tres Gemas son triúnicas, por lo tanto, están representadas por el Gankyil:
- Buda (tibetano: སངས་རྒྱས།, Sangye, Wyl. sangs rgyas)
- Dharma (tibetano: ཆོས།, Cho; Wyl. chos)
- Sangha (tibetano: དགེ་དུན།, Gendun; Wyl. dge 'dun)

### Tres raíces
Las Tres Raíces son:
- Gurú (tibetano: བླ་མ།, Wyl. bla ma)
- Yidam (tibetano: ཡི་དམ།, Wyl. yi dam; sct. istadevata)
- Dakini (tibetano: མཁའ་འགྲོ་མ།, Khandroma; Wyl. mkha 'gro ma)

### Tres Formaciones Superiores
Los tres entrenamientos superiores (tibetano: ལྷག་བའི་བསླབ་པ་གསུམ་, lhagpe labpa sum, o Wyl. bslab pa gsum)
- disciplina (tibetano: ཚུལ་ཁྲིམས་ཀྱི་བསླབ་པ།, Wyl. tshul khrims kyi bslab pa)
- meditación (tibetano: ཏིང་ངེ་འཛན་གྱི་བསླབ་པ།, Wyl. ting nge 'dzin gyi bslab pa)
- sabiduría (tibetano: ཤེས་རབ་ཀྱི་བསླབ་པ།, Wyl. shes rab kyi bslab pa)

### Tres Sellos del Dharma
La esencia indivisible de los Tres Sellos del Dharma (ལྟ་བ་བཀའ་རྟགས་ཀྱི་ཕྱག་རྒྱ་གསུམ།) está incorporada y codificada dentro del Gankyil:
- Impermanencia (tibetano: འདུ་བྱེ་ཐམས་ཅད་མི་རྟག་ཅིང་།)
- anatta (tibetano: ཆོས་རྣམས་སྟོང་ཞིང་བདག་མེད་པ།)
- Nirvana (tibetano: མྱང་ངན་འདས་པ་ཞི་བའོ།།)

### Tres vueltas de la Rueda del Dharma
Como la rueda interna del Vajrayana Dharmacakra, el gankyil también representa la unión sincrética y la encarnación de los Tres Giros de la Rueda del Dharma de Gautama Buddha . La doctrina pedagógica upaya y la clasificación de las "tres vueltas de la rueda" fue postulada por primera vez por la escuela Yogacara.

### Doctrina trikaya
El gankyil es la firma energética del Trikaya, realizada a través de la transmutación de los oscurecimientos cruzados por los Tres venenos (refiérase a klesha) y por lo tanto en el Bhavachakra el Gankyil es una representación anicónica de la serpiente, el jabalí y el ave. Gankyil es para Dharmachakra, lo que quietud es para ciclón, como Bindu es para Mandala. El Gankyil es la rueda interior del Vajrayana Dharmacakra (refiérase a Ashtamangala).

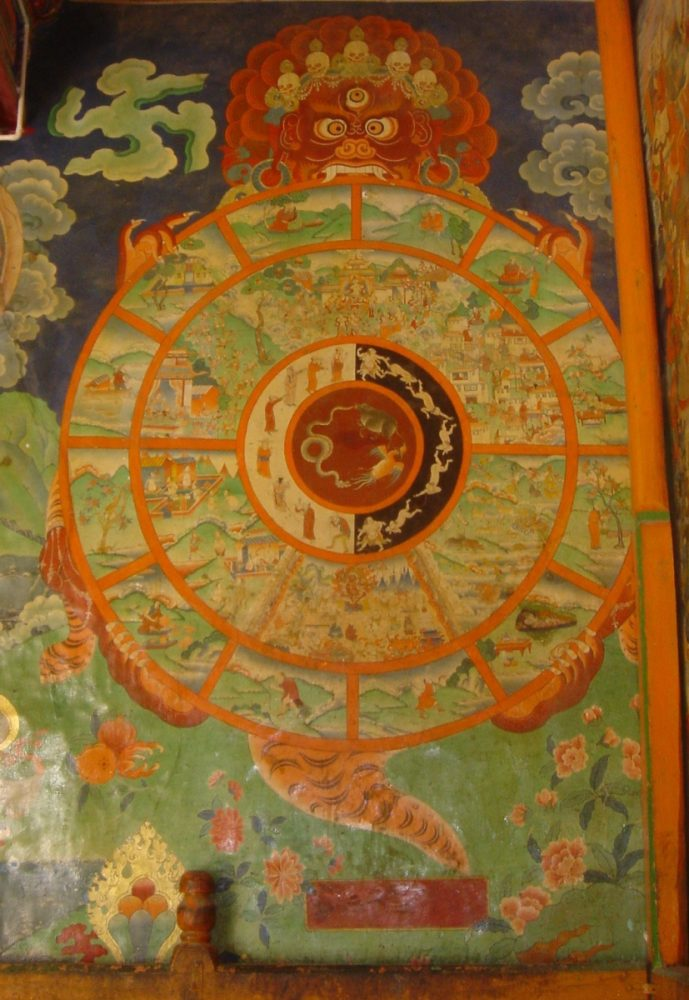
Bhavacakra tibetano en Sera, Lhasa.

El Gankyil es un símbolo de la doctrina Trikaya de dharmakaya (tibetano: ཆོས་སྐུ།, Wyl. Chos sku), sambhogakaya (tibetano:ལོངས་སྐུ་ Wyl. longs sku) y nirmanakaya (tibetano:སྤྲུལ་སྐུ། Wyl.sprul sku) y también de la comprensión budista de la interdependencia de los Tres Vajras : de mente, voz y cuerpo. Las divisiones de la enseñanza de Dzogchen son solo para propósitos de explicación; tal como se entiende que las divisiones de Gankyil se disuelven en el torbellino energético de la Rueda de la Alegría .

### Tres ciclos de Nyingmapa Dzogchen
El Gankyil también encarna los tres ciclos de Nyingma Dzogchen codificados por Mañjuśrīmitra :
- Semde [tibetano: སེམས་སྡེ།]
- Longdé [tibetano: ཀློང་སྡེ།]
- Mengagde [tibetano: མན་ ངག་ སྡེ།]

Esta clasificación determinó la exposición de las enseñanzas Dzogchen en los siglos posteriores.

### Tres esferas
"Tres esferas" (sánscrito: trimandala; tibetano: འཁོར་གསུམ།'khor gsum). Las conceptualizaciones relativas a:
- Sujeto
- Objeto
- Acción

### Sonido, luz y rayos
El continuo triúnico de la doctrina esotérica Dzogchen de 'sonido, luz y rayos' (སྒྲ་འོད་ཟེར་གསུམ། Wylie: sgra 'od zer gsum) se mantiene dentro de la firma energética del Gankyil. La doctrina del 'Sonido, la luz y los rayos' está íntimamente relacionada con la enseñanza Dzogchen de los 'tres aspectos de la manifestación de la energía'. Aunque completamente interpenetrado y no localizado, puede entenderse que el 'sonido' reside en el corazón, la rueda de la 'mente'; 'luz' en la garganta, la rueda de la 'voz'; y 'rayos' en la cabeza, la rueda del 'cuerpo'. Algunos linajes Dzogchen, para varios propósitos ubican 'rayos' en la rueda Ah (para pranayama de las Cinco Luces Puras) y 'luz' en la rueda Aum (para el cuerpo del arco iris), aunque hay otras enumeraciones.

### Tres linajes de Nyingmapa Dzogchen
El Gankyil también encarna los tres linajes tántricos como afirma Penor Rinpoche, un Nyingmapa :
Según la historia del origen de los tantras existen tres linajes:
- El Linaje de la Intención de Buda, que se refiere a las enseñanzas del Cuerpo de la Verdad que se originaron en el Buda primordial Samantabhadra, de quien se dice que enseñó tantras a una asamblea de seres completamente iluminados emanados del propio Cuerpo de la Verdad. Por lo tanto, este nivel de enseñanza se considera completamente fuera del alcance de los seres humanos ordinarios.
- El Linaje de los Poseedores del Conocimiento corresponde a las enseñanzas del Cuerpo de Deleite que se originan en Vajrasattva y Vajrapani, cuyo linaje humano comienza con Garab Dorje de la tierra Ögyan Dakini. De él pasó el linaje a Manjushrimitra, Shrisimha y luego a Guru Rinpoche, Jnanasutra, Vimalamitra y Vairochana quienes lo diseminaron en el Tíbet.
- Por último, el Linaje Susurrado Humano corresponde a las enseñanzas del Cuerpo de Emanación, que se originan en las Cinco Familias de Buda. Fueron pasados a Shrisimha, quien se los transmitió a Guru Rinpoche, quien al dárselos a Vimalamitra inició el linaje que ha continuado en el Tíbet hasta el día de hoy.

### Tres aspectos de la energía en Dzogchen
El Gankyil también encarna la energía manifestada en los tres aspectos que producen el surgimiento energético (tibetano: རང་བྱུན། rang byung ) de fenómenos (tibetano: ཆོས་ Wylie: "chos" sánscrito: dharmas ) y seres sintientes (tibetano: ཆོས་ : ཡིད་ཅན། yid can):
1. dang (གདངས། Wylie: gDangs ), este es un nivel infinito y sin forma de energía compasiva y capacidad reflexiva, es "una conciencia libre de restricciones y como una energía libre de cualquier límite o forma".
2. rolpa (རོལ་པ། Wylie: Rol-pa ). Estas son las manifestaciones que parecen ser internas al individuo (como cuando una bola de cristal parece reflejar algo dentro de sí misma).
3. tsal (རྩལ། Wylie: rTsal, es "la manifestación de la energía del individuo mismo, como un mundo aparentemente 'externo'", aunque esta aparente exterioridad es solo "una manifestación de nuestra propia energía, a nivel de Tsal." Esto se explica mediante el uso de un prisma de cristal que refleja y refracta la luz blanca en varias otras formas de luz.

Aunque no son correlatos discretos, dang equivale a dharmakaya ; rolpa a sambhogakaya ; y tsal a nirmanakaya .

### Tres tesoros de Yungdrung Bon
En el Bön, el gankyil denota los tres ciclos terma principales de Yungdrung Bon: el Tesoro del Norte ( wylie: byang gter), el Tesoro Central ( wylie: dbus gter) y el Tesoro del Sur ( wylie: lho gter).  El Tesoro del Norte se compila a partir de textos revelados en Zhangzhung y el norte del Tíbet, el Tesoro del Sur a partir de textos revelados en Bután y el sur del Tíbet, y el Tesoro Central a partir de textos revelados en Ü-Tsang cerca de Samye.
El gankyil es la parte central del shang (tibetano: gchang ), una herramienta e instrumento ritual tradicional del chamán Bönpo .

### Citas
1. ↑  Southworth.
2. ↑  Penor Rinpoche. (accessed: 1 February 2007)
3. ↑  For a sound introduction to "emergence" refer: Corning, Peter A. (2002). The Re-emergence of "Emergence": A Venerable Concept in Search of a Theory. Institute For the Study of Complex Systems. NB: initially published in and © by Complexity (2002) 7(6): pp.18-30. Source: «Archived copy». Archivado desde el original el 28 de noviembre de 2007. Consultado el 9 de febrero de 2008. (accessed: February 5, 2008)

### Trabajos
- Beer, Robert (2003). El manual de símbolos budistas tibetanos . Publicaciones Serindia.ISBN 1-932476-03-2 Fuente:  (consultado: 7 de diciembre de 2007)
- Besch, {Nils} Florián (2006). Medicina tibetana fuera de los caminos: modernizando el trabajo de Amchi en Spiti . Fuente:  (consultado: 11 de febrero de 2008)
- Günther, Herbert (sin fecha). Tres, dos, cinco .  (consultado: 30 de abril de 2007)
- Ingersoll, Ernest (1928). Dragones y Dragon Lore.  (consultado: 12 de junio de 2008)
- Kazin, Alfred (1946). El portátil Blake. (Seleccionado y arreglado con una introducción de Alfred Kazin. ) Nueva York: The Viking Press. ISBN 1-55939-135-9
- Nalimov, VV (1982). Reinos del inconsciente: la frontera encantada . University Park, Pensilvania: ISI Press.
- Penor Rinpoche (sin fecha). La escuela de pensamiento Nyingma  (consultado: 12 de junio de 2008)
- Southworth, Franklink C. (2005? próximamente). Agricultura Proto-Dravidiana. Fuente:  (consultado: 10 de febrero de 2008)
- Van Schaik, Sam (2004). Acercándonos a la Gran Perfección: Métodos Simultáneos y Graduales de la Práctica Dzogchen en el Longchen Nyingtig . Publicaciones de sabiduría.ISBN 0-86171-370-2. Fuente:  (consultado: 2 de febrero de 2008)
- Wayman, Alex (? ) Un problema de 'sinónimos' en el idioma tibetano: Bsgom pa y Goms pa. (consultado: 10 de febrero de 2008) NB: publicado en el Journal of the Tibet Society .

- Datos: Q3758127